# Amanita boudieri
Amanite toupie
Espèce
Amanita boudieri, l’Amanite toupie, est une espèce de champignons de la famille des Amanitaceae.

## Dénominations
Ce taxon porte en français le nom vernaculaire ou normalisé suivant : Amanite toupie.

## Liste des formes et variétés
Selon MycoBank (6 mai 2025) :
- Amanita boudieri f. beillei (Beauseign.) E.-J. Gilbert, 1941
- Amanita boudieri f. boudieri
- Amanita boudieri var. beillei (Beauseign.) Neville & Poumarat, 1996
- Amanita boudieri var. boudieri

## Taxonomie
L'espèce Amanita boudieri est décrite en 1887 par le naturaliste français Jean-Baptiste Barla.
Amanita boudieri a pour synonymes :
- Agaricus moulinsii Brond., 1851
- Amanita boudieri Barla, 1887
- Aspidella boudieri (Barla) E.-J. Gilbert, 1940
- Lepidella boudieri (Barla) E.-J. Gilbert & Kühner, 1928
- Tricholoma boudieri (Barla) Sacc., 1891

### Étymologie
Son épithète spécifique, boudieri, lui a été donnée en l'honneur du pharmacien et mycologue français Émile Boudier (1828-1920).